# Буджацькі татари
Буджацькі татари (також буджак-татари, крим. Bucaq tatarları) — нині малочисельний тюркський народ, що сформувався на території Буджака (Південній Бессарабії) в результаті змішання декількох кочових тюркських племен, головними з яких були ногайці, які були витіснені з Передкавказзя калмиками та заселили в 16-18 століттях (1484–1728) степи Південно-східної Бессарабії. Ймовірно, до них там вже проживали залишки попередніх хвиль тюркських кочівників, таких як половці, кумани, печеніги. У Буджак періодично навідувалися кримські татари і османи, які купували в місцевих татар численних бранців. В 1569 році степову рівнину між гирлами Дністра і Дунаю офіційно уступив ногайцям султан Османської імперії Сулейман ІІ. Назву свою буджацькі татари отримали в Україні на Поділлі, на яке здійснювали набіги з метою грабунку та захоплення полонених в рабство.

## Організація
Буджацькі татари деякий час вели досить незалежний спосіб життя. Так їх описує Гійом Левассер де Боплан у своєму нарисі про подорож степами України:
|  | Це свого роду незалежні татари, вони не підкоряються ні Хану, ні Турку, і проживають в Буджаку, який являє собою рівнину, розташовану, як ми згадували, між гирлом Дністра і Дунаю. У мій час тут знаходилося не менше 20 тисяч утікачів і вигнанців. Ці татари хоробріші за тих, які мешкають у Криму, оскільки краще привчені до війни завдяки обставинам. Вони також кращі, ніж інші, наїзники. Рівнини, що лежать між Буджак та Україною, наповнені звичайно 8-10 тисячами татар, розподілених в загони по тисячі чоловік і у пошуках успіху віддалених один від одного на 10-12 льє. |

Буджацькі татари створили аморфне квазідержавне утворення, відоме як Буджацька орда. Але повна консолідація буджацьких татар в єдиний народ довгий час була ускладнена кочовим способом життя, який вели різні тюркомовні племінні групи регіону. У XVII — початку XVIII століття, коли на Буджак починають чинити все більший тиск зміцнілі держави: Річ Посполита та Російська імперія, — буджацькі татари, мусульмани за віросповіданням, починають все тісніше співпрацювати з кримськими татарами і османською владою в Стамбулі. Але коли буджацькотатарська спільнота почала утворюватися, її доля була вирішена наперед. В 1728 році Єдисанська орда відкочувала до Очакова, а Єдичкульська — до Перекопу. В кінці XVIII століття під тиском нової російської влади ногайці були виселені назад на Північний Кавказ, де вони і нині проживають на півночі Республіки Дагестан та прикордонних регіонах. Чимала частина з них стала мухаджирами, відкочовувавши все далі на південь разом з рухом кордонів Османської імперії, переселилася за Дунай в область Добруджа, в якій влада османів протрималася до 1878 року. У сучасній Добруджі, що у Румунії, їхніх нащадків, званих дунайськими татарами, можна знайти в невеликій кількості (близько 25 тисяч) і зараз. Там вони часто проживають разом з румунськими османами (також близько 25 тисяч), і складають основу мусульманського населення країни. З приєднанням у 1791 році Буджака до Росії набіги буджацьких татар на північ припинилися. З XVIII столітті землі буджацьких татар зайняли в основному колоністи з Півдня України. На території сучасного Буджака, що є частиною Одеської області України, і в південній частині Бессарабії буджацькі татари залишилися, але вони вкрай нечисленні. Перепис населення Молдови 2004 року, тим не менш, виявив невелику групу буджацьких татар, які сповідують іслам.